# Stazione di Calmazzo
La stazione di Calmazzo era una stazione ferroviaria posta lungo la ferrovia Fano-Urbino, dismessa nel 1987, a servizio di Calmazzo, frazione di Fossombrone.

## Storia
La stazione venne inaugurata il 30 luglio 1916 insieme alla tratta Fossombrone-Fermignano della ferrovia Fano-Urbino.
Il 1º gennaio 1933 fu chiusa al traffico ferroviario (R.D.L. 14 ottobre 1932 n. 1496) sostituito da un autoservizio della Società Anonima Servizi Automobilistici Pesaro Urbino Macerata Feltria (SAPUM).
Con l'assunzione del servizio ferroviario da parte delle Ferrovie dello Stato, l'8 maggio 1942 avvenne la riattivazione di corse dirette da Pesaro ad Urbino.
Nel 1944, durante il secondo conflitto mondiale, la linea Fano-Urbino venne seriamente danneggiata dall'esercito tedesco in ritirata. Al termine del conflitto, la fermata venne riattivata il 2 ottobre 1955 contestualmente con la tratta Fossombrone-Fermignano.
Continuò il suo esercizio fino alla chiusura della linea avvenuta il 31 gennaio 1987.

## Strutture e impianti
La fermata era dotata di un fabbricato viaggiatori, in seguito adibito ad abitazione privata, e da due binari da cui si diramava un tronchino utilizzato per lo scalo merci.